# Platycerium coronarium
Platycerium coronarium är en stensöteväxtart som först beskrevs av D. König, O.F. Müll., och fick sitt nu gällande namn av Nicaise Augustin Desvaux. Platycerium coronarium ingår i släktet Platycerium och familjen Polypodiaceae. Inga underarter finns listade.